# 阿拉伯鸫鹛
阿拉伯鸫鹛（学名：Turdoides squamiceps），是画眉科鸫鹛属的一种，分布于巴勒斯坦国、埃及、阿拉伯联合酋长国、沙特阿拉伯、以色列、也门、阿曼和约旦。该物种的保护状况被评为无危。
阿拉伯鸫鹛的平均体重约为73.5克。栖息地包括亚热带或热带的（低地）干燥疏灌丛、耕地、盐沼、种植园、亚热带或热带的（低地）干草原和乡村花园。